# Zoborožec běloocasý
Zoborožec běloocasý (Anthracoceros marchei) je druh ptáka z čeledi zoborožcovitých, který se endemicky vyskytuje na Filipínách.

## Popis
Zoborožec běloocasý dorůstá délky 55–70 cm a hmotnosti 520–920 gramů. Zbarvení je převážně černé, ale peří na hřbetě se může tmavě zeleně lesknout. Ocas a části hlavy jsou bílé. Zobák je krémově bílý a nachází se na něm výrůstek typický pro zoborožcovité, který je u samic a nedospělých jedinců menší než u dospělých samců. Na dolní části zobáku se nachází tmavá skvrna. Nohy jsou šedé nebo černé. Zoborožci běloocasí se ozývají různým hlasitým, drsným voláním.

## Rozšíření a výskyt
Zoborožec běloocasý se endemicky vyskytuje na filipínském ostrově Palawan, ale byl zaznamenán i na ostrovech Balabac, Busuanga, Calauit, Culion a Coron. Jedná se o jediný druh zoborožce, který se vyskytuje na těchto ostrovech. Obývá tropické lesy do výšky 900 m n. m. a působí jako bioindikátor díky své citlivosti na změny prostředí. Může se však vyskytovat i v sekundárních lesích a navštěvuje mangrovy, zemědělskou půdu a křoviny v blízkosti lesa. Pravděpodobně ale potřebuje k hnízdění vysoké stromy. Populace zoborožce běloocasého se výrazně zmenšuje.

## Způsob života
Zoborožci běloocasí se dožívají věku asi 9 let. Obvykle se vyskytují v párech, nebo malých rodinných skupinkách, ale na společných nocovištích bývá zoborožců více. Nejčastěji je lze pozorovat v korunách ovocných stromů na kraji lesa. 
Živí se převážně zralými plody, takže jsou významnými šiřiteli semen. V oblastech, kde se zoborožci stali vzácnými, konzumují různé druhy savců takové množství spadlého ovoce a semen, že ohrožují šíření stromů a les. Kromě ovoce tvoří potravu zoborožce běloocasého také hmyz a ještěrky.
Hnízdí ve stromových dutinách, do kterých samice snáší 1–3 vejce. Po snesení vajec je samice v dutině zazděna materiálem, který samec připravuje z ovocné dužiny a bláta. Zůstává jen úzká štěrbina, kterou samec krmí samici a později i vylíhlá mláďata. Toto chování je obranou proti predátorům, kteří by mohli vlézt do hnízdní dutiny. Samice sedí na vejcích 25–30 dní a mláďata opouští dutinu, až když jsou téměř samostatná.

## Ohrožení a ochrana
V Červeném seznamu IUCN je zoborožec běloocasý uveden jako zranitelný druh. Za 10 let klesly jejich počty nejméně o 20 procent a velikost populace se nyní odhaduje 2 500–9 999 jedinců. Nejvíce je ohrožuje ztráta stanovišť kvůli kácení nížinných deštných lesů, ale také nelegální lov na maso, sportovní lov a obchod s živými ptáky.

## Chov v zoo
Jako první na světě odchovala zoborožce běloocasé Zoo Wrocław. V České republice chová tyto zoborožce od roku 2017 Zoo Plzeň a od roku 2021 také Zoo Praha.